# Волчанское сельское поселение
Волчанское сельское поселение — муниципальное образование в Каменском районе Воронежской области.
Административный центр — село Волчанское.

## География
Находится в северной части Каменского района

## Административное деление
Состав поселения:
- село Волчанское,
- хутор Крутец,
- хутор Рыбальчино.